# Episodi di Hawk l'indiano
La prima e unica stagione della serie televisiva Hawk l'indiano è andata in onda negli Stati Uniti dall'8 settembre 1966 al 29 dicembre 1966 sulla ABC.
| nº | Titolo originale                     | Prima TV USA      | Titolo italiano | Prima TV Italia |
| -- | ------------------------------------ | ----------------- | --------------- | --------------- |
| 1  | Do Not Mutilate or Spindle           | 8 settembre 1966  |                 |                 |
| 2  | The Longleat Chronicles              | 15 settembre 1966 |                 |                 |
| 3  | Thanks for the Honeymoon             | 22 settembre 1966 |                 |                 |
| 4  | Game with a Dead End                 | 29 settembre 1966 |                 |                 |
| 5  | Death Comes Full Circle              | 6 ottobre 1966    |                 |                 |
| 6  | The Theory of the Innocent Bystander | 13 ottobre 1966   |                 |                 |
| 7  | The Man Who Owned Everyone           | 20 ottobre 1966   |                 |                 |
| 8  | How Close Can You Get?               | 27 ottobre 1966   |                 |                 |
| 9  | The Living End of Sisterbaby         | 3 novembre 1966   |                 |                 |
| 10 | The Shivering Pigeon                 | 10 novembre 1966  |                 |                 |
| 11 | Ulysses and the Republic             | 17 novembre 1966  |                 |                 |
| 12 | Legacy for a Lousy Future            | 24 novembre 1966  |                 |                 |
| 13 | H Is a Dirty Letter                  | 1º dicembre 1966  |                 |                 |
| 14 | Some Devil Whispered in His Ear      | 8 dicembre 1966   |                 |                 |
| 15 | The Hands of Corbin Claybrooke       | 15 dicembre 1966  |                 |                 |
| 16 | Wall of Silence                      | 22 dicembre 1966  |                 |                 |
| 17 | Blind Man's Bluff                    | 29 dicembre 1966  |                 |                 |

## Do Not Mutilate or Spindle
- Prima televisiva: 8 settembre 1966
- Diretto da: Sam Wanamaker
- Scritto da: Allan Sloane

### Trama
- Guest star: Fredd Wayne (detective), Thomas A. Carlin, Louise Sorel, Ron Charles (caposquadra), Jon Lee, Carl Low, Kathleen Maguire, John Marley, Jeff Corey (edicolante), Gene Hackman (Houston Worth), Kenny Morse (ragazzo)

## The Longleat Chronicles
- Prima televisiva: 15 settembre 1966
- Diretto da: Tom Donovan
- Scritto da: Albert Ruben

### Trama
- Guest star: Ken Kercheval (Clark), John Karlen (John Polanski), Diane Baker (Mary Wheelis), Mark Gordon (Beech), David Hurst (Louis Anselmi), Jason Wingreen (assistente DA)

## Thanks for the Honeymoon
- Prima televisiva: 22 settembre 1966
- Diretto da: Leonard Horn
- Scritto da: David Ellis

### Trama
- Guest star: Leu Camacho (Dona Rhodes), Elizabeth Fleming (Rita), Geraldine Brooks (Myrna Rowland), William Prince (Carl Rowland), Dana Elcar (Stanley Yullen), Robert Gerringer (Murray Sanders), Leon Janney (Ed Gorten), Reni Santoni (Nick Weller), Gordon B. Clarke (professore Sandor), Joseph Julian (Barney), Charles Randall (sovrintendente), Robert Weil (Pharmacist), John Randolph Jones (Andy), Jack Stamberger (barista), William Martel (portiere), Victor Campos (Sanchez), William Bogert (dottore), Lou Tiano (Gas Attendant)

## Game with a Dead End
- Prima televisiva: 29 settembre 1966
- Diretto da: Sam Wanamaker
- Scritto da: Mark James

### Trama
- Guest star: Joe Pelaez (Marty), Wolfgang Zilzer (sovrintendente), Bert Convy (Len Vardis), Lynda Day George (Charlotte Burns), Philip Bosco (Nick Ingland), Ann Seymour (Laurette Shelley), Robert Viharo (Tommy Kilman), Jane Hoffman (Mrs. Staub), Charles Tyner (ubriaco), George Strus (agente di polizia)

## Death Comes Full Circle
- Prima televisiva: 6 ottobre 1966
- Diretto da: Larry Arrick
- Scritto da: Lou Shaw

### Trama
- Guest star: Jordan Charney (Intern), Fred Polemeni (Tom Jannus), Martin Sheen (Peter Jannus), John Marley (Sam Crown), Marian Winters (Mama Serri), Barnard Hughes (Du Par), Bradford Dillman (Nick Serri), Ann Wedgeworth (Helen Rainey), Ralph Waite (Chauffeur), Jason Wingreen (Murray Slatkin), Suzanne Storrs (Peggy Klein), Carl Low (Medical Examiner), Lois Markle (Paula Serri), Susan Slavin (Linda Jannus), Jon Lee (tecnico di laboratorio), Arthur Anderson (passante)

## The Theory of the Innocent Bystander
- Prima televisiva: 13 ottobre 1966
- Diretto da: Paul Bogart
- Scritto da: Edward Adler

### Trama
- Guest star: Robert Riesel (poliziotto), Peter Hock (Ticketman), Robert Duvall (Dick Olmstead), Carol Eve Rossen (Cindy Olmstead), Murray Hamilton (Cheever), Stanley Beck (Ham), Louise Larabee (Mrs. Neary), Tom Baker (meccanico), Bruce Glover (assistente D.A.), Paul McGrath (Reed Mulligan), David Bailey (Greg Meyers), Peter Turgeon (Mr. Samson), Ralph Bell (Medical Examiner), Jay Barney (autista), Jon Lee (tecnico di laboratorio), Jess Osuna (poliziotto), Jacqueline Bartone (ragazza)

## The Man Who Owned Everyone
- Prima televisiva: 20 ottobre 1966

### Trama
- Guest star: Ed Wagner (guardia), Pat House (cameriera), Lonny Chapman (Tommy Alperts), Diana Muldaur (Laura Case), Patrick McVey (Obanion), Leon Janney (assistente D.A. Gorten), Richard McMurray (Silva), Edward Binns (Roger Zollner), Ron Leibman (Eddie Toll), Chris Gampel (Kepes), Shirley Ballard (Evy), Charles Welch (Microfilm Clerk), J. Bowen Saunders (propositore del brindisi), Norm Stevens (reporter)

## How Close Can You Get?
- Prima televisiva: 27 ottobre 1966

### Trama
- Guest star: Lee Steele (portiere), Mary Raines (Gertrude), Peter Donat (Ward Warren Hobart), John Heffernan (Mike Grey), Irene Dailey (Hallie Simmons), Jack Bittner (Ben Finney), José Pérez (Lou Barrow), Ted Beniades (detective), Lou Gilbert (Fred Kiley), MacIntyre Dixon (prete), Bill Smillie (Alan), Dean Stolber (ragazzo delle consegne), Dan Priest (poliziotto), Cliff Carpenter (direttore artistico), Richard Elliott (Irving), Tom Ligon (Laertes), Katharine Houghton (Ophelia), Sonny Roberts (poliziotto)

## The Living End of Sisterbaby
- Prima televisiva: 3 novembre 1966

### Trama
- Guest star: Christopher R. Chase (Murph), John P. Ryan (Arthur Quidd), Jennifer West (Rosemary Quidd), Larry Haines (Diller), Vincent Gardenia (Nate Fischel), Robert Gerringer (Sanders), Vincent Baggetta (Bernie Quidd), Leon Janney (Ed Gorten), Milton Selzer (Phil Sosgornik), Nate Esformes (Charles), Mel Haynes (barista)

## The Shivering Pigeon
- Prima televisiva: 10 novembre 1966

### Trama
- Guest star: Erica Fitz (Terry), Michael Reardon (poliziotto), Lou Antonio (Frankie Gellen), John Marley (Sam Crown), Bernard Kates (Tommy), Carlos Montalbán (Miro), Robert Burr (Sacher), Michael Baseleon (Anthony), Frank Campanella (detective Tom), William Hickey (Chi Chi), Richard S. Castellano (amico), Peter Collins (detective), Charles Siebert (Ambulance M.D.), Arthur Roberts (detective), Howard Mann (poliziotto), Beeson Carroll (detective)

## Ulysses and the Republic
- Prima televisiva: 17 novembre 1966

### Trama
- Guest star: Horace McMahon (Bick), Robert Mandan (ispettore Hahn), Sybil Bowan (Mrs. Leiser), Conard Fowkes (Ulysses Frost), Henry Jones (Abe Kenner), Ann Williams (Christine Ford)

## Legacy for a Lousy Future
- Prima televisiva: 24 novembre 1966

### Trama
- Guest star: Larry Haines, Jennifer West (Rosemary)

## H Is a Dirty Letter
- Prima televisiva: 1º dicembre 1966

### Trama
- Guest star: Frank Converse (Val), Val Bisoglio (Cozy), Elizabeth Ashley (Donna), Linda Bennett (Gillian), Ramon Bieri (Al), Tony Lo Bianco (Joey)

## Some Devil Whispered in His Ear
- Prima televisiva: 8 dicembre 1966

### Trama
- Guest star: Ellen Madison (Helen), Richard Jordan (Warren), Joseph Bova (Bucky), James Mitchell

## The Hands of Corbin Claybrooke
- Prima televisiva: 15 dicembre 1966

### Trama
- Guest star: Marianna Hill (Carol), Thomas Hunter (Dee), George Voskovec (Corbin Claybrooke)

## Wall of Silence
- Prima televisiva: 22 dicembre 1966

### Trama
- Guest star: Michele Myers (Mrs. Currin), Beverlee McKinsey (Mattie Mulroy), James Dybas (Jingo), Scott Glenn (Hal Currin), Kim Hunter (Mrs. GIlworth), Emily Prager (Lily Gilworth)

## Blind Man's Bluff
- Prima televisiva: 29 dicembre 1966

### Trama
- Guest star: Philip Bruns (Goldwall), James Best (Emile), Tom Ahearne (Rudy), Sam Raskyn (Stan)